# 阿拉斯加半島

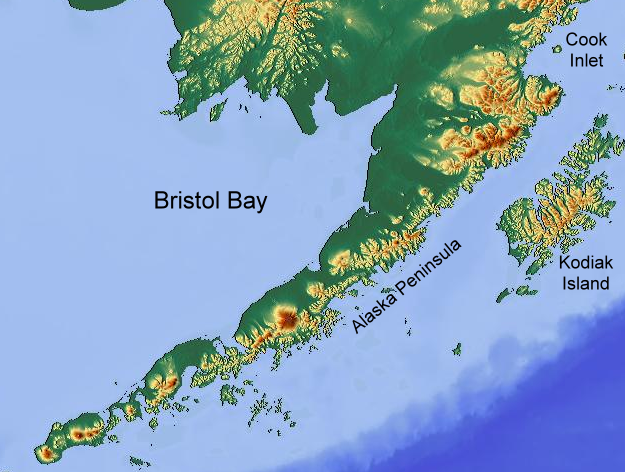
阿拉斯加半島地圖

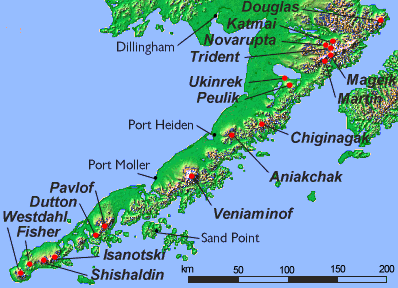
阿拉斯加半島的火山

阿拉斯加半島（Alaska Peninsula）是一个位於北美洲西北部的阿拉斯加州南側長達800千米的半島。半島的西南方指向阿留申群島。阿拉斯加半島和阿留申群島的两边分别是太平洋與白令海的布里斯托湾。

## 外部連結
56°30′N 158°45′W / 56.5°N 158.75°W